# Michael Gambon
Sir Michael John Gambon CBE (Dublin, 19 oktober 1940 – Witham, 27 september 2023) was een Iers toneel-, televisie-, en filmacteur.

## Loopbaan
Gambon verhuisde met zijn ouders naar Londen toen hij vijf jaar was. Aanvankelijk opgeleid tot ingenieur, besloot hij op 21-jarige leeftijd acteur te worden. Naast vele rollen op het toneel in stukken van Shakespeare, Ayckbourn, en Pinter speelde hij ook voor de televisie en in films waardoor hij bekendheid kreeg bij het grote publiek. Zo speelde hij de rol van Philip Marlow in de televisieserie The Singing Detective naar een script van Dennis Potter, en Oscar Wilde in de BBC-televisieserie Oscar uit 1985. Hij was eveneens te zien in de BBC-televisieserie Cranford en de historische miniserie Longitude, waarin hij gestalte gaf aan het hoofdpersonage: klokkenmaker John Harrison. 
Vanaf de verfilming van het derde boek van Harry Potter, Harry Potter en de Gevangene van Azkaban, speelde hij in de Harry Potter-films de rol van schoolhoofd Albus Perkamentus na de dood van zijn voorganger Richard Harris. Gambon nam de rol van Perkamentus ook op zich in Harry Potter and the Forbidden Journey, een attractie in Universal's Islands of Adventure en Universal Studios Japan. 
In 1992 kreeg hij de titel Commander of the British Empire. In 1998 werd hij geridderd voor zijn verdiensten voor drama door de Engelse koningin en werd hij Sir Michael Gambon.
Gambon was in het bezit van een vliegbrevet en had een voorliefde voor auto's. Deze liefde leidde tot een uitnodiging voor het BBC-programma Top Gear. Gambon racete met een Suzuki Liana over het circuit en ging door zijn agressieve rijstijl op 2 wielen door de laatste bocht. Deze bocht heeft in het programma daarna de naam de Gambon gekregen.
Gambon overleed op 82-jarige leeftijd in het ziekenhuis van Witham in Essex aan een acute longontsteking.

## Films (selectie)
- Othello (1965) - gezelschap
- Nothing but the Night (1973) - inspecteur Grant
- The Beast Must Die (1974) - Jan Jarmokowski
- Turtle Dairy (1985) - George Fairbairn
- Paris by Night (1988) - Gerald Paige
- Missing Link (1988) - verteller (stem)
- The Rachel Papers (1989) - Dr. Knowd
- A Dry White Season (1989) - rechter
- The Cook, the Thief, His Wife and Her Lover (1989) - Albert Spica
- Mobsters (1991) - Don Salvatore Faranzano
- Toys (1992) - luitenant-generaal Leland Zevo
- Clean Slate (1994) - Cornell
- The Browning Version (1994) - Dr. Frobisher
- A Man of No Importance (1994) - Ivor J. Carney
- Squanto: A Warrior's Tale (1994) - Sir George
- Nothing Personal (1995) - Leonard
- Two Deaths (1995) - Daniel Pavenic
- Bullet to Beijing (1995) - Alex
- The Innocent Sleep (1996) - inspecteur Matheson
- Midnight in Saint Petersburg (1996) - Alex
- Mary Reilly (1996) - Mr. Reilly
- The Wings of the Dove (1997) - Lionel Croy
- The Gambler (1997) - Fyodor Dostoyevsky
- Dancing at Lughnasa (1998) - pater Jack Mundy
- Plunkett & Macleane (1999) - Lord Gibson
- The Last September (1999) - Sir Richard Naylor
- Le château des singes (1999) - meester Martin (stem bij de Engelse versie)
- The Insider (1999) - Thomas Sandefur
- Sleepy Hollow (1999) - Baltus van Tassel
- High Heels and Low Lifes (2001) - Kerrigan
- Christmas Carol: The Movie (2001) - Ghost of Christmas Present (stem)
- Gosford Park (2001) - William McCordle
- Charlotte Gray (2001) - Levade
- Ali G Indahouse (2002) - minister-president
- Path to War (2002) - Lyndon B. Johnson
- The Actors (2003) - Barreller
- Open Range (2003) - Denton Baxter
- Sylvia (2003) - professor Thomas
- Harry Potter and the Prisoner of Azkaban (2004) - Albus Perkamentus
- Being Julia (2004) - Jimmie Langton
- Sky Captain and the World of Tomorrow (2004) - redacteur Morris Paley
- Layer Cake (2004) - Eddie Temple
- The Life Aquatic with Steve Zissou (2004) - Oseary Drakoulias
- Harry Potter and the Goblet of Fire (2005) - Albus Perkamentus
- The Omen 666 (2006) - Bugenhagen
- Amazing Grace (2006) - Lord Charles Fox
- The Good Shepherd (2006) - Dr. Fredericks
- The Good Night (2007) - Alan Weigert
- The Baker (2007) - Leo
- Harry Potter and the Order of the Phoenix (2007) - Albus Perkamentus
- Brideshead Revisited (2008) - Lord Marchmain
- Harry Potter and the Half-Blood Prince (2009) - Albus Perkamentus
- Fantastic Mr. Fox (2009) - Franklin Bean (stem)
- The Book of Eli (2010) - George
- The King's Speech (2010) - King George V
- Doctor Who (2010) - Kazran/Elliot Sardick
- Harry Potter and The Deathly Hallows: Part 1 (2010) - Albus Perkamentus
- Harry Potter and The Deathly Hallows: Part 2 (2011) - Albus Perkamentus
- Quartet (2012) - Cedric Livingston
- Paddington (2014) - Oom Pastuzo (stem)
- Dad's Army (2016) - Soldaat Godfrey
- Paddington 2 (2017) - Oom Pastuzo (stem)

## Tv-series
- The Borderers (1968-1970) - Gavin Ker
- Maigret (1992-1993) - Maigret
- The Singing Detective (1986) - Philip E. Marlow